# 山階芳麿賞
山階芳麿賞（やましなよしまろしょう）は日本の鳥類学の賞。
1992年（平成4年）に山階鳥類研究所の財団設立50周年を記念して、元皇族山階芳麿の生前の功績を称えて創設された。対象は"我が国の鳥学研究の発展と鳥類の保護活動に寄与された個人あるいは団体"である。2003年以降は副賞に朝日新聞社賞（賞金50万円と盾）が付加された。また、2004年以降は、毎年から隔年での表彰に変更された。
記念メダルは、表に山階芳麿の肖像、裏にヤンバルクイナがデザインされている。

## 受賞者
| 回     | 年     | 受賞者             | 所属・職位                             |
| ------ | ------ | ------------------ | -------------------------------------- |
| 第1回  | 1992年 | 羽田健三           | 信州大学名誉教授                       |
| 第2回  | 1993年 | 松山資郎           | 山階鳥類研究所顧問                     |
| 第3回  | 1994年 | 中村司             | 山梨大学名誉教授                       |
| 第4回  | 1995年 | 黒田長久           | 山階鳥類研究所所長                     |
| 第5回  | 1996年 | 中村登流           | 上越教育大学名誉教授                   |
| 第6回  | 1997年 | 正富宏之           | 専修大学北海道短期大学教授             |
| 第7回  | 1998年 | 樋口広芳           | 東京大学大学院農学生命科学研究科教授   |
| 第8回  | 1999年 | 山岸哲             | 京都大学大学院教授 山階鳥類研究所所長  |
| 第9回  | 2000年 | 藤巻裕蔵           | 帯広畜産大学教授                       |
| 第10回 | 2001年 | 小城春雄           | 北海道大学大学院教授                   |
| 第11回 | 2002年 | 中村浩志           | 信州大学教授                           |
| 第12回 | 2003年 | 石居進             | 早稲田大学名誉教授                     |
| 第13回 | 2004年 | 由井正敏           | 岩手県立大学教授                       |
| 第14回 | 2006年 | 長谷川博           | 東邦大学教授                           |
| 第15回 | 2008年 | 立川涼             | 愛媛県環境創造センター所長             |
| 第16回 | 2010年 | 森岡弘之           | 国立科学博物館名誉研究員               |
| 第17回 | 2012年 | 日本イヌワシ研究会 | 日本イヌワシ研究会                     |
| 第18回 | 2014年 | 橘川次郎           | クイーンズランド大学名誉教授           |
| 第18回 | 2014年 | 小西正一           | カリフォルニア工科大学名誉教授         |
| 第19回 | 2016年 | 上田恵介           | 立教大学名誉教授                       |
| 第20回 | 2018年 | 江崎保男           | 兵庫県立コウノトリの郷公園統括研究部長 |
| 第21回 | 2020年 | 渡辺茂             | 慶應義塾大学名誉教授                   |
| 第22回 | 2022年 | 日本雁を保護する会 | 日本雁を保護する会                     |
| 第23回 | 2024年 | 内藤靖彦           | 国立極地研究所名誉教授                 |